# 千の瞳
「千の瞳」（せんのひとみ）は、日本のロック・バンドであるrevenusが2001年2月7日にリリースした2作目のシングルである。
関西テレビ・フジテレビ系ドラマ『2001年のおとこ運』の挿入歌として採用された。

## 制作
メンバーで完成させたプリプロを、ロサンゼルスに持参し、それをもとにメンバーとプロデューサーのYOSHIKIで話し合いながら作り上げた。曲終盤のコーラスとエンディングまでの部分は、「もうひとドラマほしい」というYOSHIKIによる発案である。また間奏のアコースティック・ギター・ソロも、菅原が幾つか録ったアイデアの中で決めあぐねていたが、その中のアルペジオがいいとうYOSHIKIの進言が決め手となったという。

## 収録曲
| 全作詞: 世古あき子、全作曲: 菅原サトル、全編曲: 菅原サトル、YOSHIKI&菅原サトル（M-1）。 |                                         |            |            |      |
| #                                                                                       | タイトル                                | 作詞       | 作曲・編曲 | 時間 |
| 1.                                                                                      | 「千の瞳」                              | 世古あき子 | 菅原サトル | 5:32 |
| 2.                                                                                      | 「Shiny Day」                           | 世古あき子 | 菅原サトル | 5:45 |
| 3.                                                                                      | 「千の瞳 (Piano Instrumental Version)」 | 世古あき子 | 菅原サトル | 4:09 |

## パーソネル
| - ミキシング・エンジニア：         | ジョー・チッカレリ、村田康治                                        |
| - レコーディング・エンジニア：     | 村田康治、タール・ミラー、ジョンX、シメオネ・シュピーゲル、杉山勇司 |
| - アシスタント・エンジニア：       | マイク・エレオプロス、ドック・ナイト、関朋充、黒田かおり            |
| - マスタリング・エンジニア：       | ビル・ドゥーリー（エクスタシー・レコーディング・スタジオ・サウス）  |
| - アディショナル・ミュージシャン： | 渡辺等（チェロ）                                                    |
| - エグゼクティブ・プロデューサー： | YOSHIKI、坂本健、森田秀美                                           |